# Выбор капитана Корелли
«Выбор капитана Корелли» (англ. Captain Corelli's Mandolin, дословно — «Мандолина капитана Корелли») — кинофильм режиссёра Джона Мэддена, основанный на одноимённом романе английского писателя Луи де Берньера о событиях 1943 года, известных как Бойня дивизии Акви.

## Сюжет
В начале фильма повествователь восхищается идиллической красотой Ионических островов Греции и особенно спокойного острова Кефалиния, на котором родился и прожил всю свою жизнь врач — пожилой доктор Ианнис (Джон Хёрт). Но вот теперь в 1941 году остров захвачен Италией, — она является союзником гитлеровской Германии. Дочь врача Пелагея (Пенелопа Крус) — образованная и решительная женщина — влюбляется в местного рыбака по имени Мандрас (Кристиан Бейл), они хотят пожениться, но отец уговаривает дочь ограничиться помолвкой, и молодые обмениваются кольцами. Вскоре жених уходит воевать. Пелагея пишет ему множество писем, но ответа не получает, и в последнем её письме уже сквозит отчаяние.
Итальянское командование принудительно  расквартировывает офицеров, таким образом капитан Антонио Корелли (Николас Кейдж), — человек неистребимого веселья и любитель-мандолинист, — оказывается под крышей дома врача. Беззаботный и разухабистый характер капитана поначалу отчуждает множество сельских жителей, включая Пелагею. Но к этому времени она чувствует разочарование в женихе: Мандрас действительно нуждается в её любви, но лишь затем, что это придаёт ему уверенности и повышает самооценку. Девушка вспоминает, как Мандрас часто подтрунивал над ней, мало считаясь с её чувствами, и Пелагея начинает сомневаться в том, что Мандрас действительно её любит. Всё это не может скрыться от внимательного взора капитана Корелли. На фоне своих внутренних переживаний героиня устраивает скандал капитану, обвиняя его в том, что своим балаганным поведением он оскорбляет чувства жителей острова. В ответ на это она неожиданно получает от Корелли участливое разъяснение и извинение. Вслед за тем итальянский военный покидает дом врача, объясняя это тем, что не вправе там больше оставаться. Пелагея тронута деликатностью Корелли, и ей начинает казаться, что он понимает то, что с ней происходит, лучше, чем она сама, и, может быть, в её выходке по отношению к капитану дело действительно не только в нахальстве врагов, но и ещё в чём-то ином. После ухода Корелли сердце Пелагеи заметно теплеет к итальянцу, и она даже позволяет себе ходить на праздничные вечера к «врагам».
Когда жених Пелагеи снова уходит воевать, дружба между Антонио и Пелагеей становится ещё более тесной: её красота и образованность пленяют его сердце. К тому же ему нравится и вообще весь этот остров, его люди, детвора, к которой он не стесняется проявлять нежность, и ему совершенно не хочется быть «врагом» по отношению к ним; незаметно для себя Антонио становится неотъемлемой частью жизни островитян. Чтобы порадовать жителей острова, он затевает взрыв старой мины, сохранившейся на берегу со времён Первой мировой войны, — но оказывается ранен, зато обнаруживает себя снова в знакомом доме. Постепенно Пелагея понимает, что любит капитана Корелли, и их отношения переходят в близость.
Немецкие войска разоружают бывших итальянских союзников и, подозревая людей капитана Корелли в отсутствии лояльности, вероломно расстреливают их. Будучи прикрыт солдатом по имени Карло, Антонио чудом остаётся в живых. Уже поздно вечером пришедший на место расстрела Мандрас обнаруживает биение пульса итальянского капитана и заносит его в дом доктора Ианниса. Пелагея уговаривает отца незамедлительно начать операцию, хотя тот жалуется на отсутствие подобного опыта и отсутствие необходимых медикаментов. Выздоравливающий Антонио хочет сбежать из дома врача с тем, чтобы не подвергать их риску уничтожения со стороны немцев. Но тут снова предлагает свою помощь Мандрас: он увозит капитана к берегу и там сажает в лодку со словами, «завтра вы уже будете дома». Дома Пелагея спрашивает Мандраса о причине такого его дружественного и благородного поведения: ведь он снова спасает жизнь своему сопернику. Мандрас поясняет: «Тем самым я надеюсь вернуть твою любовь». Тогда Пелагея вынимает из кармана обручальное кольцо и возвращает его бывшему жениху со словами «Прости… Прости». Её сердце уже безраздельно предано другому: её судьба сплетена с судьбой капитана Корелли глубокими корнями, — по выражению её отца, — и такое сплетение есть любовь, независимо от прихотей влюблённости, — и героиня не властна тут что-либо сделать или «пожалеть» Мандраса. «Любовь — это то, что остаётся, когда сгорает влюблённость».
Война заканчивается, но в 1953 году на острове происходит сильное землетрясение. Отец и дочь остаются живы. Во время местного праздника появляется Корелли. «Я пытался жить без тебя. Я пытался заставить себя поверить, что смогу жить без тебя», — признаётся он Пелагее.
В конце фильма сообщается о том, что он посвящается тысячам итальянских солдат, расстрелянных немецкими войсками на острове Кефалиния в сентябре 1943 года и людям этого острова, которые погибли в послевоенном землетрясении 1953 года.

## В ролях
| Актёр          | Роль                    |
| -------------- | ----------------------- |
| Николас Кейдж  | капитан Антонио Корелли |
| Пенелопа Крус  | Пелагея                 |
| Джон Хёрт      | доктор Ианнис           |
| Кристиан Бейл  | Мандрас                 |
| Дэвид Моррисси | капитан Гюнтер Вебер    |
| Ирен Папас     | Дрозоула                |

## Критика и сборы
Фильм был в целом негативно встречен критиками, которые отмечали хорошую работу оператора и виды Греции, но пустоту сюжета. На сайте Rotten Tomatoes у фильма рейтинг 28 % (33 положительных отзыва из 116) со средней оценкой 4,41 из 10.
При бюджете на производство в 57 млн долларов фильм собрал в прокате 62,1 млн.
Пенелопа Крус за роль в этом фильме (а также за работы в фильмах «Кокаин» и «Ванильное небо») была номинирована на антипремию «Золотая малина» как худшая актриса.